# Parafia św. Mikołaja Biskupa w Żdżarach
Parafia świętego Mikołaja Biskupa w Żdżarach – parafia rzymskokatolicka, znajdująca się w diecezji łowickiej, w dekanacie Nowe Miasto nad Pilicą. 
Miejscowości należące do parafii: Godzimierz, Jankowice, Promnik, Rokitnica Kąty, Rokitnica, Rudki, Sańbórz, Strzałki Nowe, Strzałki, Wał, Wierzchy, Zalesie, Żdżary. 